# Colin O'Donoghue
Colin O'Donoghue (Drogheda, 9 d'agost de 1979) és un actor irlandès. És conegut per interpretar al capità Killian "Garfi" Jones, en la sèrie de la cadena ABC, Once Upon a Time.

## Biografia
Colin va néixer a Drogheda, en una família catòlica. Assistí a l'Escola d'Alegria d'Interpretació a Dublín. O'Donoghue fou a París quan tenia 16 anys i va estar allà durant un mes per aprendre el francès.
Està casat amb Helen O'Donoghue. L'1 d'agost de 2013, la parella va debutar com pares d'un fill de nom Evan.
Participava en una banda de nom "The Enemies" com guitarrista, però degut a la seva falta de temps per les gravacions de Once Upon a Time va sortir de la banda.

## Filmografia

### Cinema
| Any  | Títol              | Paper          | Notes        |
| ---- | ------------------ | -------------- | ------------ |
| 2002 | Home for Christmas | Norman Quested | Secundari    |
| 2006 | 24/7               | Nick           | Protagonista |
| 2009 | The Euthanizer     | Ben            | Secundari    |
| 2009 | Wild Decembers     | Joven Guardia  | Secundari    |
| 2011 | Identity           | John Bloom     | Secundari    |
| 2011 | El ritu            | Michael Kovak  | Protagonista |
| 2012 | Storage 24         | Mark           | Protagonista |

### Televisió

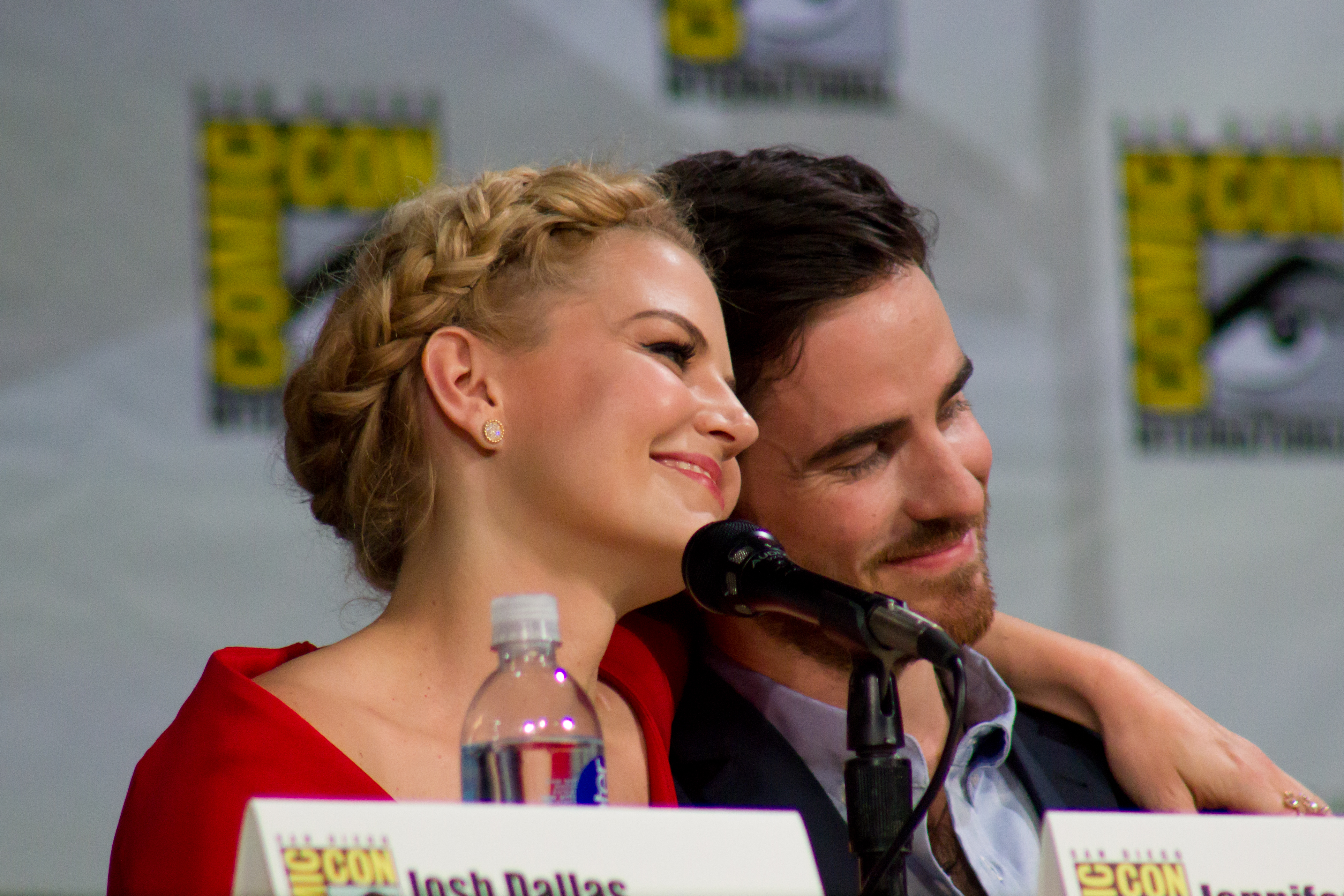
Capitain HookSwan

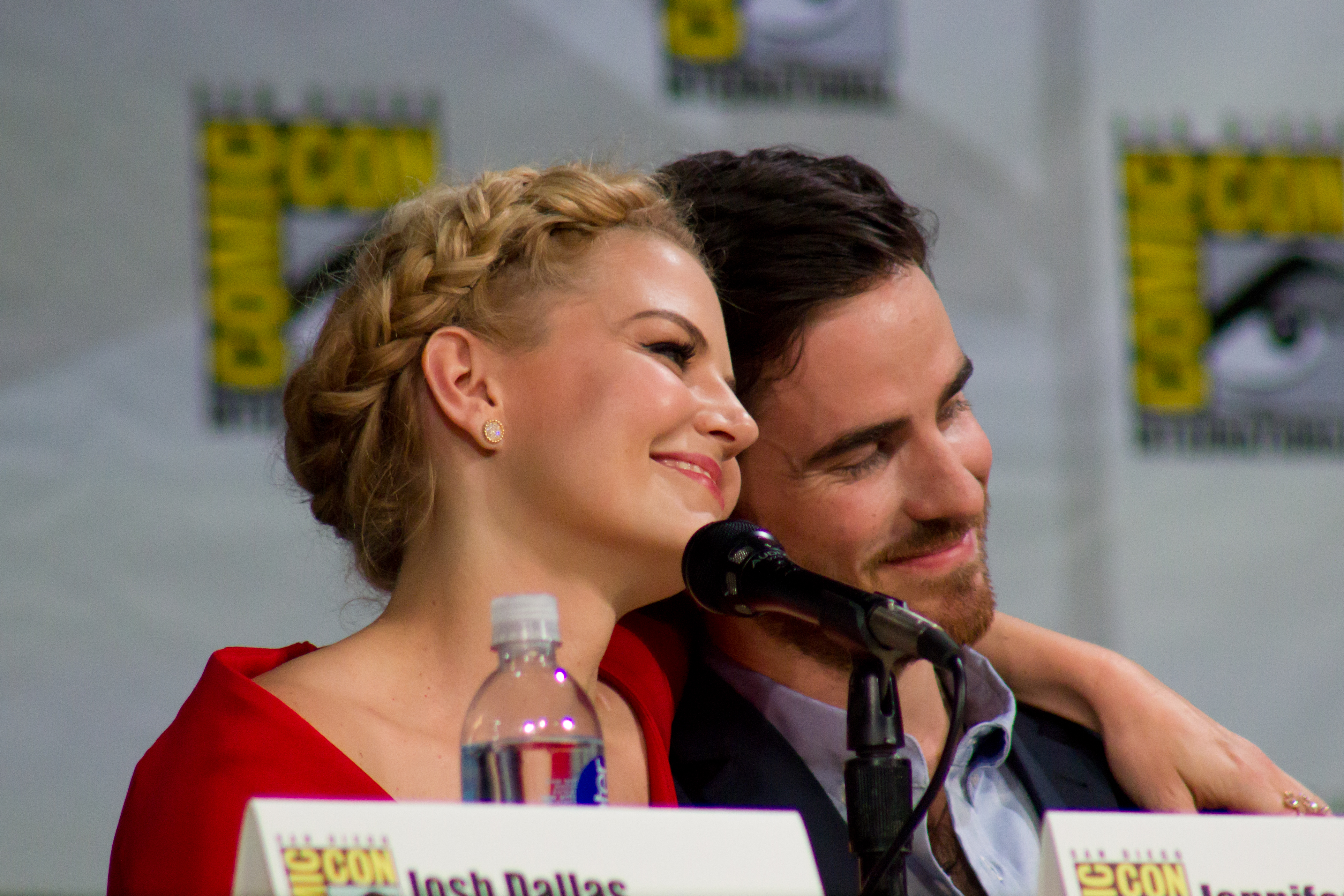
Capitain HookSwan

| Any          | Títol            | Paper                        | Notes      |
| ------------ | ---------------- | ---------------------------- | ---------- |
| 2001         | Rebel Heart      | Rowe                         | 1 Episodi  |
| 2004         | Love Is the Drug | Peter                        | 2 Episodis |
| 2005         | Proof            | Jamie                        | 2 Episodis |
| 2005         | Fair City        | Emmett Fitzgerald            | 3 Episodis |
| 2006-2008    | The Clinic       | Conor Elliott                | Secundari  |
| 2009         | Els Tudor        | Duc Felip de Baviera         | 1 Episodi  |
| 2012-present | Once Upon a Time | Capità Killian "Garfi" Jones | Principal  |